# Destino (film 1942 Duvivier)
Destino (Tales of Manhattan) è un film del 1942 diretto da Julien Duvivier.

## Trama
Film quasi a episodi il cui fulcro è uno smoking che porta sfortuna, il direttore di orchestra che lo indossa finisce praticamente in mutande, ma che può anche portare la morte o l'emergere di una verità.
Nel primo episodio, Charles Boyer viene ucciso mentre indossa il frac proprio dopo aver offerto la sua migliore prova di recitazione.
Nel secondo episodio, Ginger Rogers trova una lettera romantica nel frac del suo fidanzato Cesar Romero che chiede aiuto al suo migliore amico Henry Fonda che finisce per innamorarsi della ragazza.
Nel terzo episodio, Charles Laughton è un musicista brillante ma povero, per caso ottiene la possibilità di dirigere una grande ed importante orchestra ma a causa di uno strappo nel frac il pubblico ride. Victor Francen, un altro musicista gli offre il suo frac chiedendogli di continuare il concerto e il pubblico maschile in segno di solidarietà si toglie il proprio frac.
Nel quarto episodio, Edward G.Robinson è un alcolizzato che affitta un frac per non sfigurare al ritrovo dei compagni del college e far credere a tutti di essere un avvocato di successo nonostante sia stato radiato. Durante la serata però la verità salta fuori ma il mattino seguente i compagni di classe gli offrono un buon lavoro e la possibilità di riacquistare la credibilità.
Nel quinto episodio, J. Carrol Nash ruba il frac da un negozio di seconda mano per poter compiere un furto in una sala da giochi clandestina che riesce ma durante la fuga la giacca prende fuoco e lui la getta via con tutto il denaro in tasca. Il denaro viene raccolto da una coppia di afro-americani che li porta nella chiesa per fare in modo che venga distribuito tra i vari membri della comunità in base ai loro desideri. Uno di questi voleva uno spaventapasseri quindi il frac ha trovato una sua collocazione definitiva.

## Produzione
Il film fu prodotto dalla Twentieth Century Fox Film Corporation. Era prevista una sesta storia (che sarebbe stata inserita nel film come quinta) ma nonostante fosse stata girata non venne poi inserita per non allungare troppo la durata del film.

## Distribuzione
Distribuito dalla Twentieth Century Fox Film Corporation, il film uscì nelle sale cinematografiche Stati Uniti il 24 agosto 1942, dopo una première il 5 agosto. In Italia, il film venne fatto uscire il 15 luglio 1945, dopo la guerra.